# Yaşar Güler

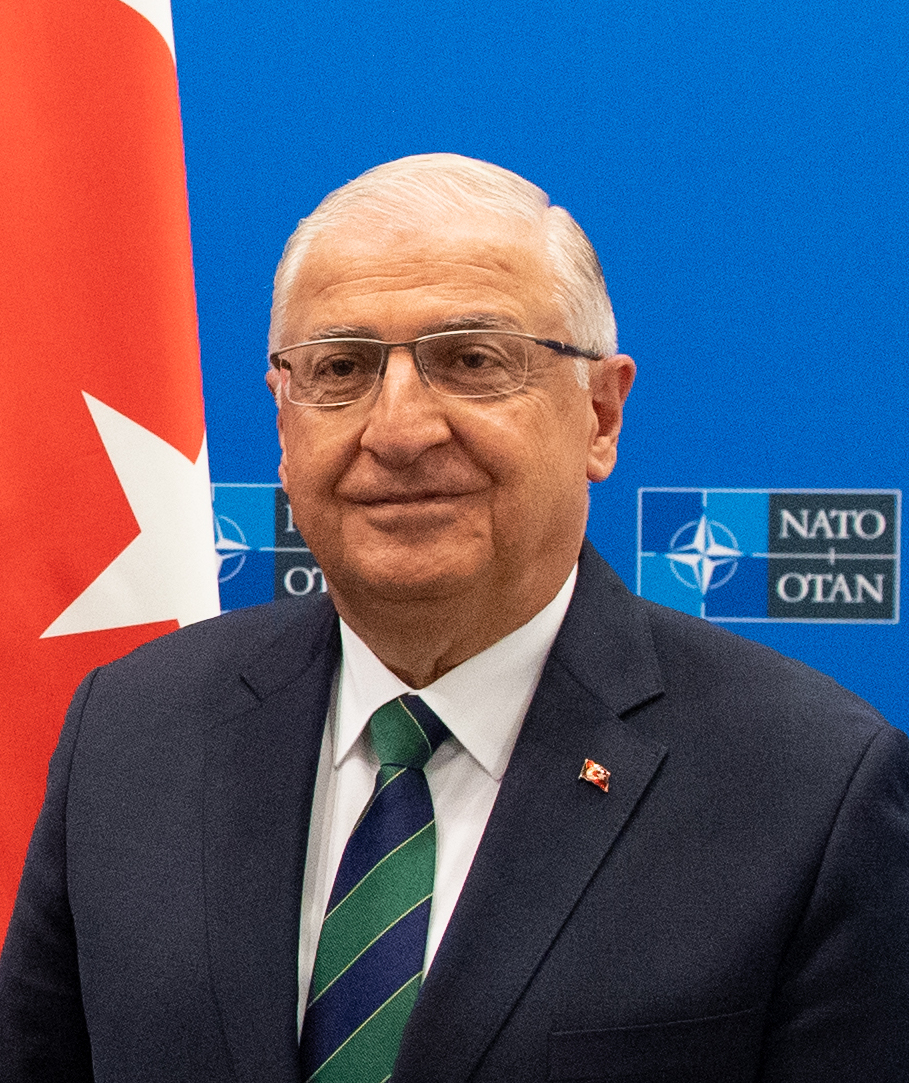
Yaşar Güler, 2023

Yaşar Güler (* 18. September 1954 in Ardahan) ist ein türkischer General. Vom 9. Juli 2018 bis zum 3. Juni 2023 war er der Oberbefehlshaber der türkischen Streitkräfte. Seit dem 3. Juni 2023 ist Güler Verteidigungsminister der Türkei.

## Leben
Über Gülers frühes Leben ist wenig bekannt. 1974 begann er seine militärische Laufbahn. 1986 absolvierte er die Militärakademie und wurde Stabsoffizier. Er wurde 2001 zum Brigadegeneral befördert und war verantwortlich für das 10. Infanterie-Brigade-Kommando und die Generalstabs-, Planungs- und Koordinierungsabteilung. Im Jahr 2005 wurde er zum Generalmajor befördert und übernahm Aufgaben im Generalstab und an der Schule für Kommunikation und elektronische Informationssysteme der türkischen Streitkräfte in Ankara, türkisch Muhabere Elektronik Bilgi Sistemler Okuluder (MEBS). Im Jahr 2009 wurde er zum Generalleutnant befördert und übernahm Positionen in der Generalkommandantur des 4. Corps.
Am 9. Juli 2018 wurde er von Präsident Recep Tayyip Erdogan zum Stabschef der türkischen Streitkräfte ernannt.
Seit dem 3. Juni 2023 ist er im Amt des Verteidigungsministers.
Er ist mit Demet Güler verheiratet, Vater eines Kindes und hat zwei Enkelkinder.